# Corydalis verticillaris
Corydalis verticillaris là một loài thực vật có hoa trong họ Anh túc. Loài này được DC. mô tả khoa học đầu tiên năm 1821.